# Тапа (оръжие)
 Тази статия е за Тапа (оръжие).  За  за друго значение на тапа вижте Тапа.  
Тапа – термин обикновено свързан с гладкоцевното оръжие, обтуратор в патрона.
При дулнозарядните оръжия и оръдия, и съвременните ловни пушки – капачка, която отделя барута от сачмите / куршума а също притиска, предотвратява разсипването и фиксира заряда.
Тапата може да е направена от филц, вълна, коноп, кожа, картон, хартия.
При използването на фишек (хартиена торбичка в която се поставя отдолу куршум отгоре барут) за дулнозарядно оръжие, при зареждането стрелеца отхапва със зъби завързания връх на хартиения фишек, (изсипва първо малко барут в подсипа при кремъчно оръжие) после барута в цевта през дулото, а след това набива с шомпола хартията като тапа и отгоре поставя куршума. След куршума поставя отхапания в началото на процеса възел на торбичката който служи за преграда за да не изпадне куршума ако стрелеца си наведе оръжието към краката. Следва да се прави разлика между обтуратора(тапа) под проектила и капачката против изпадане на снаряда/сачмите при гладкоцевно оръжие. Много важно условие е дължината на самоделната тапа зад сачми да е по-голяма от диаметъра за да се предотврати преобръщане и загуба на обтурация.
В съвременните патрони заводско производство основно се използват отлети полиетиленови контейнери, състоящи се от контейнер за сачмите или картеча, амортизатор и обтуратор (тапа).